# Verenigde Nederlandse Staten
De Verenigde Nederlandse Staten of de Verenigde Belgische Staten (Frans: États-belgiques-unis) waren een confederatie van de Zuidelijke Nederlanden, die heeft bestaan van januari tot december 1790. De acht stichtende leden van deze statenbond waren Brabant, Henegouwen, Vlaanderen, West-Vlaanderen, Namen, Mechelen, Gelre, en Doornik en het Doornikse. De confederatie ontstond tijdens de Brabantse Omwenteling, een opstand tegen de Rooms-Duitse (Oostenrijkse) keizer Jozef II, en verdween weer na het Verdrag van Reichenbach en de Conventie van Den Haag (1790), tussen de toenmalige Europese grootmachten Oostenrijk, rivaal Pruisen met diens bondgenoot de Republiek der zeven Verenigde Nederlanden, en het Koninkrijk Groot-Brittannië.
Het gebied viel tussen 1789 en 1795 samen met ongeveer het westelijke en centrale deel van het huidige België. Daaraan voorafgaand kwam het overeen met het grootste gedeelte van de Oostenrijkse Nederlanden (Latijn: Belgium Austriacum), dat wil zeggen door de Oostenrijkse Habsburgers beheerste gewesten binnen het Heilige Roomse Rijk.
Het kwam eind 1790 officieel opnieuw onder keizerlijk Oostenrijks gezag, zij het dat inmiddels door Wenen was toegegeven aan alle eerder gestelde condities.
Vanaf 1795 werd het door de Franse Republiek geannexeerd en eindigde de autonomie van de verschillende gewesten.

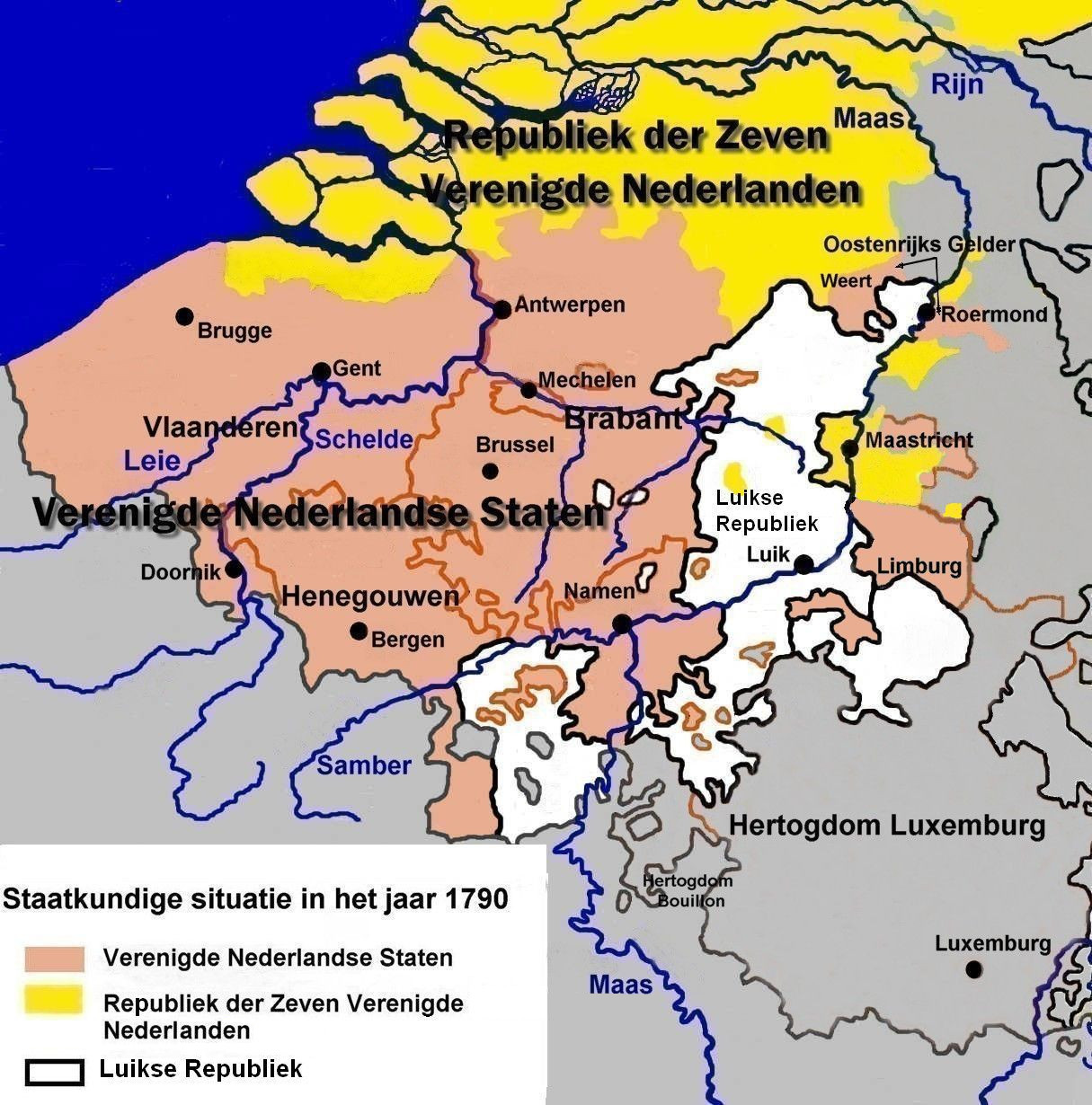
Staatkundige toestand in het jaar 1790

## Voorgeschiedenis
Mede onder invloed van het algemene klimaat in Europa, verenigden zich in de Nederlanden zowel conservatieven onder leiding van advocaat Hendrik van der Noot als progressieven geleid door Jan Frans Vonck in een gewapende oppositie tegen de keizer en versloegen het Oostenrijks leger bij Turnhout en vervolgens te Gent.

Driekleur van de Verenigde Nederlandse Staten

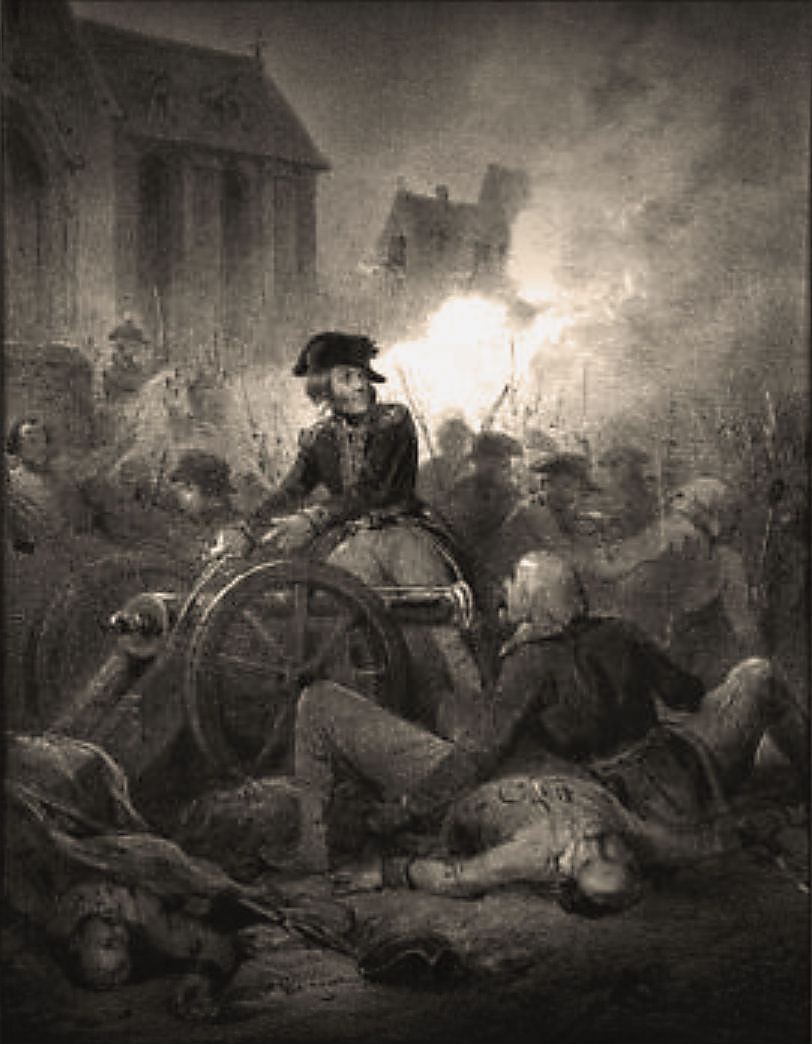
De slag bij Turnhout

Veldslag in de straten van Gent, november 1789.

Voor de Brabantse opstandelingen was dit niet alleen een militaire, maar vooral ook een morele overwinning. Het gezag van de regimenten die tweemaal voor vrijwilligers hadden moeten wijken was nu tot nul herleid. De revolutionaire geest verspreidde zich daarop razendsnel over het hele land. Ook Henegouwen, het Naamse, Limburg, kwamen in opstand. Overal werden de kokardes weer op de hoeden gestoken, met de rood-geel-zwart Brabantse driekleur die in de hete zomer van 1787 reeds tot nationaal symbool was verheven. Op 17 november 1789 namen de landvoogden de wijk uit Brussel, en dadelijk daarna begon de vlucht van de overheden, de ambtenaren, de uitwijking van nog sporadische aanhangers van het jozefisme. Onder de troepen vermeerderde dag aan dag de desertie. Nadat Oostenrijks bevelhebber D'Alton op 21 november het garnizoen van Bergen op Namen deed terugtrekken, sloeg heel Henegouwen aan het muiten. Ondertussen drong het opstandelingenleger onder Vander Mersch voor de tweede keer de Kempen binnen, terwijl zijn voorposten tot Tienen doordrongen. Teneinde het uitroepen van de autonomie af te wenden was de verantwoordelijke minister Trautmansdorff op 20 november begonnen met allerlei toegevingen te doen, terwijl hij vergeefs het toezenden van extra Oostenrijkse troepen afwachtte. Op 2 december bedong de als parlementair gezonden kolonel de Brou een wapenstilstand van twee maanden.
Maar op 10 december werden, bij wijze van startsignaal, tijdens een dienst in de Sint-Goedelekerk vanaf het koor door 'Heren' duizenden kokardes in de Brabantse driekleur naar beneden gestrooid. Dadelijk werden ze overal door de stad gedragen. Honderdvijftig grenadiers verlieten daarop de kazerne om zich onder gejuich bij de patriotten aan te sluiten. Ze overtuigden de schildwachten hun wapens aan de burgers af te geven. De wachten in de binnenstad werden de volgende dag beschoten en trokken zich terug bij het gros van de in de Warande verzamelde troepen. Tegen de avond was het gevecht algemeen onder het gelui van de alarmklokken in de kerken en het gebulder van kanonnen. De ochtend van 12 december beval een radeloze d'Alton de aftocht. De overijling en paniek waren zo groot, dat Trautmansdorff niet eens afscheid kon nemen van de vreemde gezanten. Artillerie, legertros, munitie, tot de schatkist toe, alles werd achtergelaten. Hele compagnieën deserteerden, enkele vermoordden zelfs hun officieren. Het overschot van de regimenten hield ten slotte halt achter de muren van Luxemburg. Enkel op de citadel van Antwerpen wapperde nog een keizerlijke vlag, tot ook daar op 29 maart 1790 het garnizoen zich overgaf. Op 18 december 1789 deed het Comiteit van Breda onder algemeen gejuich zijn intrede in het met de driekleur bevlagde Brussel. Hiermee eindigde in de Lage Landen het Oostenrijks stelsel dat vierenzeventig jaar had geduurd.

## Aanleiding
Bij de (militaire) instorting van het Oostenrijks gezag stuurde de voorman van de opstand Hendrik van der Noot op 14 december 1789 ‘in naam van de Staten van Brabant en Verenigde Staten’ boodschappers naar Brussel, Leuven en Antwerpen, om daar het Manifest van het Brabantse Volk uit te plakken. De Staten van Brabant namen op 27 december achter gesloten deuren de soevereiniteit in handen. In het kielzog van Brabant verklaarden ook andere gewesten zich onafhankelijk. De Staten van het belangrijke graafschap Vlaanderen vaardigden op 4 januari 1790 hun Manifest van de Provincie Vlaanderen uit. Alleen de Staten van het hertogdom Luxemburg hielden zich afzijdig.
Deze onafhankelijkheidsverklaringen kwamen voort uit de onvrede van de Oostenrijkse Nederlanden (Latijn: Belgium Austrianum) over de vernieuwingspolitiek van keizer Jozef II (ook wel de keizer-koster genoemd), die zijn Habsburgse rijk efficiënter en moderner wilde organiseren. Het kwam daarbij tot een open conflict, en uiteindelijk breuk, met de vertegenwoordigers van vooral de Staten van Brabant en Henegouwen, die vasthielden aan hun vrijheden.
De keizer was ervan overtuigd dat welvaart en welzijn de kracht van de staat vormden; de zuidelijke Nederlanden moesten daaraan bijdragen - zoals alle Habsburgse bezittingen.
Zijn regering had er een paar jaar naar gestreefd aan de hand van tellingen, statistieken en rapporten zicht te krijgen op de situatie.
De katholieke geestelijkheid in de Oostenrijkse Nederlanden had zich aanvankelijk terughoudend opgesteld en probeerden zijn moderniserende maatregelen in de Kerk in de luwte tegen te werken. Maar de bisschoppen en kardinaal Franckenberg, de aartsbisschop van Mechelen, traden de protesterende Staten openlijk bij toen keizer Jozef II ook de bestuurlijke en rechterlijke instellingen ging aanpakken.

## Oorzaken
De maatschappij in de Oostenrijkse Nederlanden werd nog steeds beheerst door de traditionele en schijnbaar stevig gevestigde machten van adel, geestelijkheid en gilden. De economische en sociale kracht van de adel was vooral overheersend in Brabant en Henegouwen; de adel beschikte daar over meer kapitaal dan elke andere klasse. Door stijging van de landbouwopbrengsten nam het fortuin nog toe. In Vlaanderen was het kleingrondbezit van onafhankelijke boeren typerend voor het economische en sociale leven, maar ook daar domineerde de adel en streefde de opkomende klasse van de industriële burgerij naar toelating tot de oude aristocratische kring.
De geestelijkheid was eveneens invloedrijk in economisch, sociaal en cultureel opzicht. Van de geschatte 2,2 miljoen inwoners van de Oostenrijkse Nederlanden waren ruim 17.000 mannen en vrouwen, in een of andere vorm, lid van de geestelijkheid. Volgens tijdgenoten zou de geestelijkheid meer dan de helft van het totale grondbezit hebben. Door het heffen van lage pachten door de kloosterorden ontstond welstand op het platteland en trouw vanwege de economisch sterkste groepen binnen de plattelandsbevolking.
De Derde Stand was georganiseerd in een ingewikkeld gildesysteem dat in de loop der eeuwen vanuit de steden was uitgegroeid en opgeld ging doen in de industrie. Deze gilden werden nu beheerst door de patroons en vormden een belemmering voor de groei van de economie. Zij bestreden elkaar omwille van competenties in eindeloze processen, waar kapitaal en energie in ging zitten. Mede daardoor waren ze impopulair bij de overheid en de publieke opinie, die hun opheffing en sanering verlangden.
De Zuid-Nederlandse economie ontwikkelde zich zoals die in Frankrijk: binnen de eeuwenoude, traditionele kaders. Door nieuwe ontginningen, betere methoden en bemesting, bereikte de agrarische productie een opmerkelijk peil. De bevolkingsgroei was ook het sterkst op het platteland, en was, zoals elders in Europa, beduidend groter dan in de steden. Er was tevens een groei van het aantal armlastige burgers, die niet kon worden opgevangen door de agrarische maatschappij waar gebrek was aan werkgelegenheid, onvoldoende scholing en een gebrekkige armenzorg.
De op zich opvallende economische groei van industrie en handel bleef nog erg beperkt, omringd door protectionistische buurlanden en met een gebrek aan ervaring in scheepvaart en overzeese handel. De afhankelijkheid van het verzwakte handelsimperium, de Republiek der Verenigde Nederlanden, werd verminderd door vernieuwingen in de textielindustrie, die de eenzijdigheid enigszins brak, en de ontwikkeling van Oostende als haven, die geen belemmering ondervond van de 'sluiting' van de Schelde.
Daar stond tegenover dat de ontwikkeling van industriële bedrijven werd gehinderd door gebrek aan kapitaal, onwil van de adel en de geestelijkheid om erin te investeren en gebrek aan een ontwikkeld bank- en kredietwezen. Toch ontstond in sommige steden een groep van gegoede ondernemers, die belangstelling had voor technische ontwikkelingen, die niet in het gildesysteem was opgenomen en de mogelijkheid schiep om in het Zuiden een industriële revolutie door te voeren.

## Opgelegde hervormingen
Vanaf 1784 achtte de ongeduldige keizer-koster het ogenblik gekomen voor radicale hervormingen in de Oostenrijkse Nederlanden. Er lagen reeds geruime tijd plannen voor kerkelijke hervormingen klaar: kloosterorden reorganiseren om ze los te maken van hun oversten in het buitenland (lees: in Rome), uitvaardigen van beperkende verordeningen op kerkelijke feesten en broederschappen, ultramontaanse invloeden weren uit het theologisch onderwijs, kermissen in het hele land op dezelfde dag organiseren, begraafplaatsen buiten de bebouwde kom aanleggen. Buiten de Oostenrijkse Nederlanden waren in zijn gehele rijk door Jozef II de contemplatieve kloosterordes opgeheven. Bovendien werd een groot deel van het gemeenschappelijk en kerkelijk bezit geconfisqueerd.
Reeds in 1781 had de keizer persoonlijk toegezien op de invoering van de burgerlijke tolerantie, die protestanten en even later ook joden de volledige burgerrechten en een - weliswaar nog beperkte - godsdienstvrijheid toestond. Dit zette de toon. Tijdens zijn incognito bezoek dat jaar aan de Oostenrijkse Nederlanden wekte de keizer onrust bij de lokale gezagsdragers in de Oostenrijkse Nederlanden. Ook kardinaal Franckenberg legde aan de keizer zijn bezwaren voor, maar die zag niet in waarom hij voor zijn Nederlandse onderdanen uitzonderingen zou maken voor maatregelen die elders in zijn Rijk, Oostenrijk en Noord-Italië, met succes doorgezet werden.
De bisschoppen kwamen daarna unaniem in het geweer tegen het edict van 1784, dat een seculiere huwelijkswetgeving invoerde en de - tot dan toe bijna exclusieve - rol van de Kerk sterk beperkte. De katholieke Kerk kwam in 1786 in opstand na het afschaffen van de bisschoppelijke seminaries, de traditionele priesteropleiding, en het oprichten van een door de staat geleid Seminarie-Generaal in Leuven en een filiaal in Luxemburg, door Jozef II bedoeld om een beter opgeleid, verlicht en regeringsgezind priesterbestand op te leiden. De seminaristen kwamen in opstand en er verscheen een vloed aan pamfletten die de omstreden keizerlijke politiek aanviel of verdedigde.
Op 1 januari 1787 werden met twee decreten hervormingen doorgevoerd op gerechtelijk en bestuurlijk vlak, waardoor er centralisatie en eenvormigheid kwam in plaats van de talrijke eeuwenoude privileges voor jurisdicties en rechtbanken. Dat bracht de keizerlijke overheid in het nauw, omdat het kerkelijk ongenoegen begrip ontmoette van andere maatschappelijke groepen die zich al evenzeer bedreigd voelden. Talloze functionarissen, meestal uit voorname families, verloren door deze decreten hun functies, vergoedingen, maatschappelijke status en machtsbasis.

## Oppositie
De traditionele gezagsdragers in de Zuidelijke Nederlanden zagen deze vernieuwingspogingen als een vorm van centralisme van het bestuur, die ze niet wilden accepteren. Zij beschouwden ze als bemoeizucht en aantasting van de relatieve zelfstandigheid die de vorstendommen al eeuwen hadden genoten.
Het verzet kwam tot uiting in de Provinciale Staten, eerst in Henegouwen, daarna in Brabant en ook in Vlaanderen. Na massaal protest van talloze instellingen en besturen braken er op vele plaatsen rellen uit, wat aanleiding gaf tot de oprichting van stedelijke burgerwachten voor handhaving van de orde. In feite waren het vrijheidskorpsen, zoals eerder bij de patriotten in de Noordelijke Nederlanden.
De landvoogden Maria Christina, zuster van de keizer, en haar man Albert Casimir van Saksen-Teschen schrokken van het protest en probeerden in 1787 bepaalde maatregelen terug te draaien, maar Jozef II hield voet bij stuk, en zijn regering verloor daarop steeds meer greep op de gebeurtenissen. De keizer was daarna bereid de gerechtelijke en bepaalde bestuurlijke hervormingen in te trekken, op voorwaarde dat de kerkelijke van kracht zouden blijven. In 1788 vielen echter in Antwerpen tientallen doden onder burgers tijdens het gewapenderhand ontruimen van het bisschoppelijke seminarie. Toen in 1789 de Henegouwse en Brabantse privileges werden ingetrokken ("abrogés, cassés et annulés") en de aartsbisschop protesteerde en ingreep tegen het regeringsonderwijs in het Seminarie-Generaal, kreeg de oppositie volop de wind in de zeilen.

## Brabant in opstand
De Brabantse Staten hadden in 1787 voor de verdediging van hun belangen Hendrik van der Noot aangezocht, een succesvol advocaat. Hij kwam uit het milieu van de Brusselse Gilden, het eeuwenoude patriciaat, waar de kern van het verzet lag. Van der Noot, lid van de vrijmetselaarsloges l'Union Bruxelles en Les Vrais Amis de l'Union Bruxelles, was sinds 1757 toegelaten tot het geslacht Sweerts, een van de Zeven geslachten van Brussel, de eeuwenoude formele oligarchie van de hoofdstad.
Hij stelde in april 1787 een manifest op namens de standenvertegenwoordiging waarin ze zich beriepen op de Blijde Inkomst en het Brabantse stelsel van keuren en privileges als basis van het politieke bestel, en beschouwden Jozef II, die bij zijn aantreden had gezworen deze te zullen respecteren, als meinedig en zelfs ketters. Ze lieten Jozef II weten dat zijn maatregelen misschien wel pasten voor "volkeren in de kindertijd van de beschaving" zoals de Oostenrijkers, maar niet voor "een sinds oudsher beschaafd volk, een natie die sedert zeshonderd jaar geweigerd heeft zich te onderwerpen aan elk systeem van blinde, willekeurige en onderdrukkende feodale autoriteit".
Van der Noot moest in augustus 1788 vluchten naar Breda in Staats-Brabant, waar hij steun zocht voor het verdrijven van de Oostenrijkers. Hij stond vereniging met de Verenigde Provinciën voor, maar zijn plannen werden in het protestantse Noorden op beleefde argwaan onthaald.
Leden van vrije beroepen en van de stedelijke burgerij, vaak beïnvloed door ideeën uit de Verlichting, hadden aanvankelijk wel sympathie voor de liberale keizerlijke hervormingen, maar waren afkerig van het tirannieke optreden van de Oostenrijkse overheid, dat zelfs bloed deed vloeien. Er ontstonden politieke discussieclubs, er verschenen clandestiene pamfletten, en er werden plannen gesmeed. In deze context moet de oprichting gezien worden van het geheime genootschap Pro Aris et Focis ("Voor Outer en Heerd - Voor Altaar en Haard") in april 1789, geleid door de Brusselse advocaten Jan Frans Vonck en Jan Baptist Verlooy, dat een gewapende opstand ging voorbereiden om de Oostenrijkers te verjagen. Gepensioneerd officier Jan Andries vander Mersch uit Menen, die kolonel was geweest in Franse en Oostenrijkse dienst, werd aangezocht om de leiding te nemen van een opstandelingenleger, waarvoor fondsen werden geworven door de Brabantse abdijen en aangekocht in het Prinsbisdom en de Republiek.
Toen Vonck hierover - tot tweemaal toe - contact opnam met Van der Noot reageerde de laatste afwijzend. De statisten bleven hopen op een buitenlandse interventie, eventueel een oorlog van de andere toenmalige grootmachten Pruisen, Engeland en de Republiek tegen Oostenrijk.
De leden van Pro Aris et Focis wilden steunen op eigen kracht. Door hen kwam er een uittocht van weerbare mannen op gang, eerst naar het prinsbisdom Luik rondom Hasselt, waar de Oostenrijkse generaal Schröder op 10 oktober een militaire raid op hen uitvoerde, daarna naar Staats-Brabant (huidig Noord-Brabant). Op 18 oktober arriveerde Vonck in Breda, vermomd als priester. Onder druk van gevluchte katholieke geestelijken werd er een Comité van nationale bevrijding (Comité van Breda) gevormd dat de twee stromingen verenigde.
Op 24 oktober viel een leger van 2800 man onder leiding van Van der Mersch de Kempen binnen. Vanaf het stadhuis van Hoogstraten, de eerste plaats die werd veroverd, werd het Manifest van het Brabantse Volk afgekondigd. Dit manifest was letterlijk gebaseerd op het Plakkaat van Verlatinge waarmee twee eeuwen eerder, in 1581, met koning Filips II van Spanje als landsheer van de Nederlanden werd gebroken, de geldende gewestelijke privileges onaantastbaar werden verklaard en in de praktijk de Nederlandse onafhankelijkheidsverklaring werd afgekondigd. Zo werd nu ook Jozef II als hertog van Brabant vervallen verklaard van zijn troon.
Op 27 oktober werd slag geleverd in Turnhout, waar de Oostenrijkers een beschamende nederlaag leden, mede door tussenkomst van de bevolking, en waar enkele kanonnen werden buitgemaakt. Op 16 november viel Gent na drie dagen strijd, waarna de werkelijke bevrijdingsstrijd werd ingezet. Op 21 november sloeg het Oostenrijkse garnizoen in Mons op de vlucht naar Namen, waardoor Henegouwen in beweging kwam. Op 10 december brak in Brussel een breed protest uit tegen de regering, die tevergeefs concessies bleef voorstellen. De hoofdstad werd op 12 december veroverd, waarna de Oostenrijkse troepen en ambtenaren zich terugtrokken naar het oosten. Tegen 22 december waren alle provincies, op Luxemburg na, bevrijd.

### Aanstelling van een hoofdregering

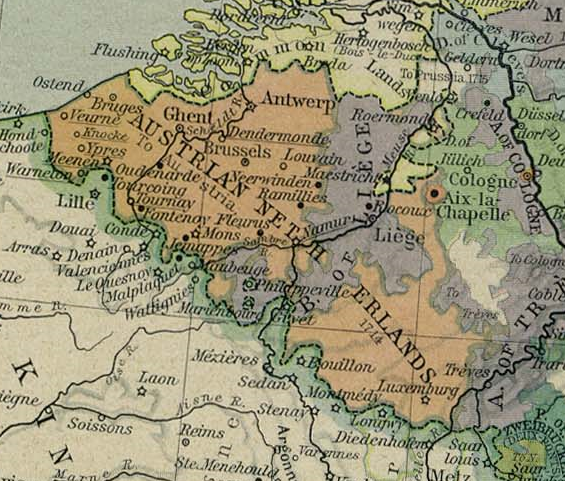
Belgium Austriacum in 1786

Nauwelijks was de val van het Oostenrijks stelsel bekend, of Van der Noot stuurde op 14 december 1789 ‘in naam van de Staten van Brabant en Verenigde Staten’ boodschappers naar de steden Brussel, Leuven en Antwerpen, om daar het Manifest van het Brabantse Volk uit te plakken en er diegenen op te roepen, ‘die moeten bijeengeroepen worden, en ze te belasten om te waken op de uitvoering van zijn inhoud en op de openbare rust’. In feite zou het Comiteit van Breda met medeplichtigheid van de drie hoofdplaatsen hebben beraamd het ontwerp van de vonckisten overboord te zetten door hen met een onmiddellijke bijeenroeping van de Staten in snelheid te nemen en hen voor het voldongen feit te plaatsen, nog voordat ze een Nationale Vergadering konden bijeenroepen. De Staten namen op 27 december achter gesloten deuren de soevereiniteit in handen, waarbij ze de 'natiën' en ambachten, door versterking van de Derde Stand die zij vertegenwoordigden, aan zich bonden.
Dit Brussels voorbeeld vond dadelijk navolging te Mechelen en te Namen. Op 31 december verbonden de Staten van Mechelen zich ertoe, ‘onze heilige, katholieke, apostolische, Roomse godsdienst te zullen verdedigen, en niet in aanmerking te zullen nemen de voorstellen, welke zouden strekken om enigerlei wijziging te brengen aan de grondwetten en aan de privileges dezer provincie’. Maar het volstond niet in elke provincie de soevereiniteit der plaatselijke Staten te verkondigen. Er moest ook nog een hoofdregering gevestigd worden, maar men wou vooral vermijden, dat die in handen van een Nationale Vergadering viel. De Staten-Generaal van 1790 verschilden dan ook enigszins van de Nationale Vergadering van Frankrijk. De opkomende stedelijke elites hadden een veel kleiner aandeel in hun aanstelling gehad.
In het kielzog van Brabant verklaarden ook andere gewesten zich onafhankelijk. De Staten van het belangrijke graafschap Vlaanderen vaardigden op 4 januari 1790 hun Manifest van de Provincie Vlaanderen uit. Alleen de Staten van het hertogdom Luxemburg hielden zich afzijdig.
Op 20 december hadden de Staten van Brabant de andere Staten uitgenodigd zich met hen te verenigen, en de 27e riep Van Eupen, ‘secretaris van State der Verenigde Staten’ hun afgevaardigden op 7 januari te Brussel bijeen.

## Onafhankelijkheidsverklaringen

kaart van de Verenigde Nederlandse Staten (1790)

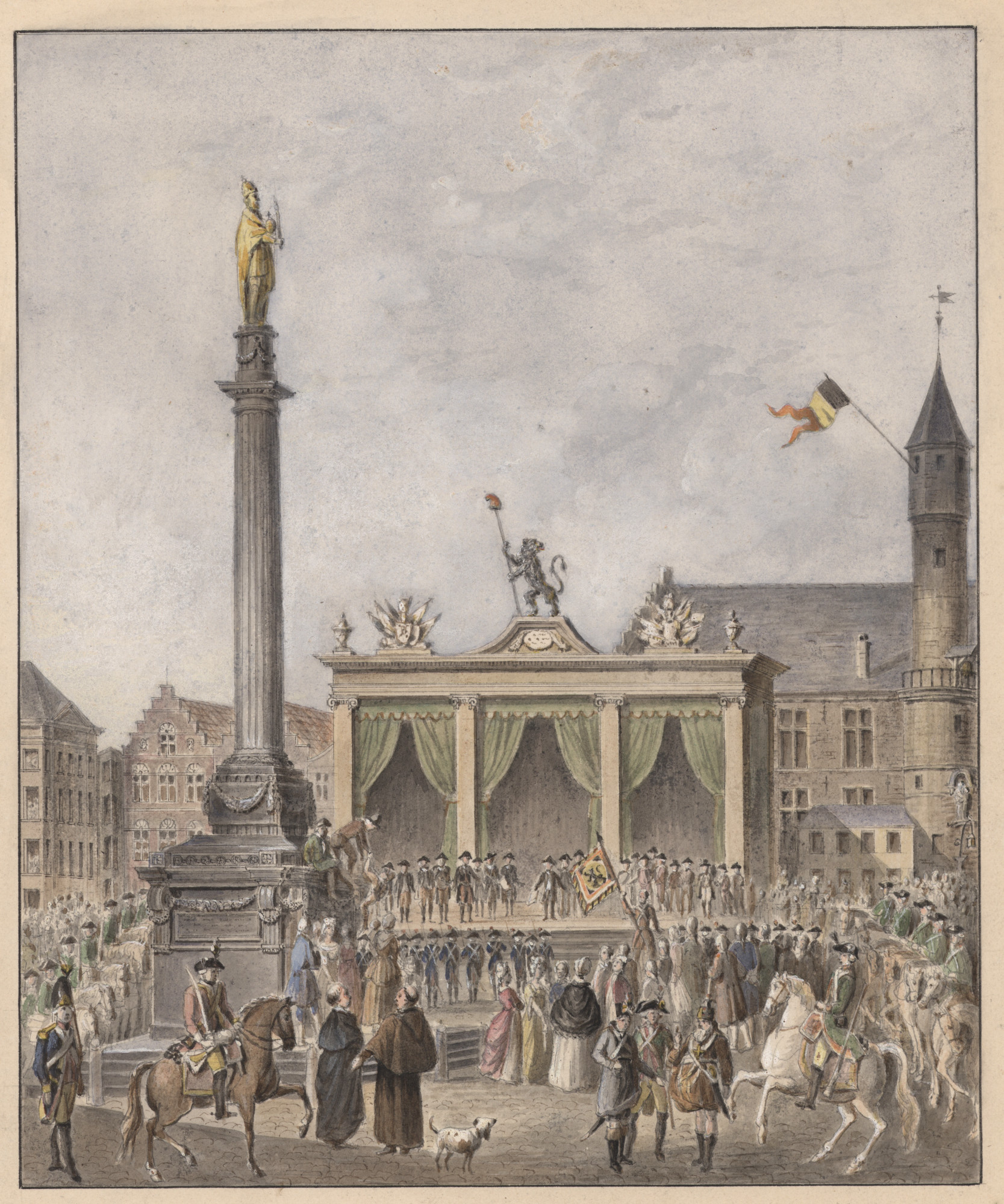
Aquarel van de uitroeping van de Vlaamse onafhankelijkheid in Gent op 4 januari 1790. De driekleur wijst reeds vooruit naar de toetreding tot de Verenigde Nederlandse Staten een week later door het Tractaet van Vereeninge.

In het kielzog van Brabant verklaarden ook andere Zuidelijke Nederlanden zich onafhankelijk op het hertogdom Luxemburg na. Op 11 januari 1790 kondigden de Staten, verenigd in een Staten-Generaal, het Tractaet van Vereeninge af. Zij hielden daarbij één oog op de Amerikaanse onafhankelijkheidsverklaring en het andere op de onafhankelijkheid van de Verenigde Provinciën. Er ontstond een confederatie onder de naam van de stichtingsvergadering, de Verenigde Nederlandse Staten. De Staten van Limburg en Overmaas sloten zich pas op 8 maart aan bij de alliantie.
In buurland Prinsbisdom Luik was op 18 augustus 1789, enkele weken na de bestorming van de Bastille in Parijs, een opstand uitgebroken, waarbij de autoritair regerende prins-bisschop werd verjaagd. De Luikse Revolutie was het resultaat van enkele jaren democratisch verzet vanuit de industriële burgerij met de lagere clerus en de adel. Al snel bleken de democratische krachten in Luik het sterkst: het stadsbestuur werd vervangen en de adel en de geestelijkheid werden gedwongen om het grootste deel van hun privileges af te staan. Toen een maand later de hoogste rechtbank van het Heilig Roomse Rijk beval om de oude structuren te herstellen en de Westfaalse Kreits opdracht gaf om dit vonnis uit te voeren, talmde de koning van Pruisen, die hierover beslissingsmacht had. Hij bood daarentegen Luik zijn bemiddeling aan en maakte zo duidelijk dat hij voorlopig kon leven met het revolutionaire bestuur. Zo kon Pruisische koning Frederik Willem de situatie in Luik gebruiken om zijn Oostenrijkse rivaal verder dwars te zitten.

### Uitroeping van deVerenigde Nederlandse Staten

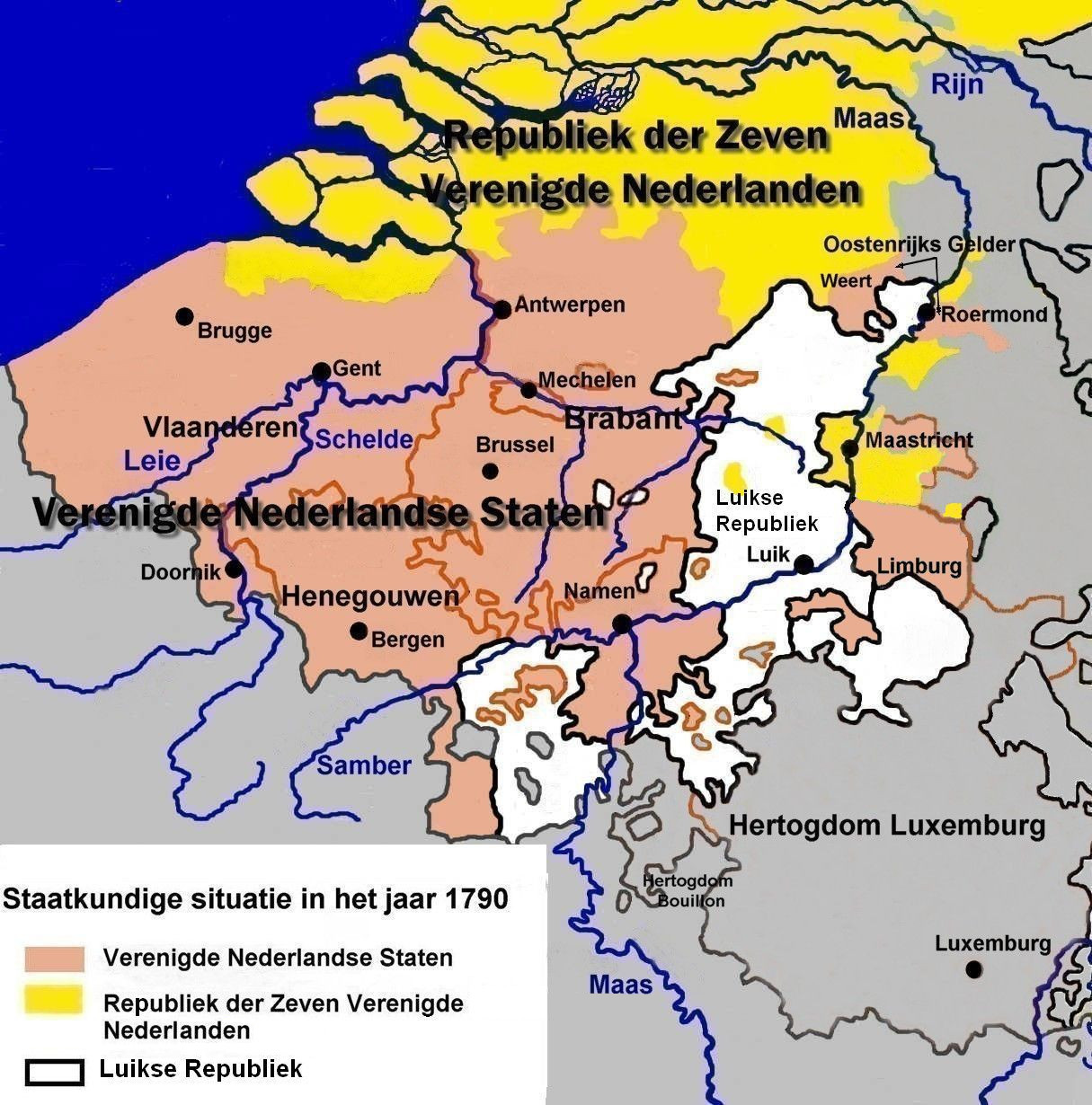
Staatkundige toestand in het jaar 1790

Na de kortstondige opstand werd de Habsburgse keizer Jozef II vervallen verklaard van de macht. Op 11 januari kondigden de Staten, verenigd in een Staten-Generaal, die in deze hoedanigheid voor het laatst vergaderde, de Akte van vereniging van de onafhankelijke Verenigde Nederlandse Staten af, de akte van oprichting der Verenigde Nederlandse Staten, vaak ook vertaald als Belgische Vereenigde Staten of Verenigde Belgische Staten, Frans: États-belgiques-unis, Duits:Vereinigte Staaten von Belgien, Engels: United States of Belgium. De negen stichtende leden van deze statenbond waren Brabant, Henegouwen, Vlaanderen, West-Vlaanderen, Namen, Mechelen, "Zuidelijk" Gelre, Doornik en het Doornikse.
De gecentraliseerde staat die het provinciaal particularisme sedert de 16e eeuw bestreed, werd hiermee vervangen door een bondgenootschappelijke staat van de Zuidelijke Nederlanden. Elk provinciegewest behield zijn soevereiniteit, maar voor al wat de gemeenschappelijke belangen betrof, werd die aan een soeverein Congres overgedragen, dat overigens samengesteld was uit dezelfde personen als de Staten-Generaal en om de drie jaar vernieuwbaar. Tot deze aan het Congres overgelaten gemeenschappelijke belangen behoorden: inrichting en onderhoud van het leger, betrekkingen met de vreemde mogendheden, het munten. Het is duidelijk dat de Verenigde Staten van Amerika hier als voorbeeld werden genomen, inclusief de naam 'Congres', zij het naar de letter en niet naar de geest.
De Verenigde Nederlandse Staten gaven in 1790 hun eigen propaganda-penningen uit, waarop de Nederlandse leeuw de vrijheidshoed op een stok omhoog houdt, hetzelfde symbool dat in 1570 op gedenkpenningen van de opstand tegen Spanje gestaan had. Ironisch genoeg begonnen vele zuiderlingen rond te lopen met oranje kokardes, die in het Noorden een symbool van de reactie waren, maar in het Zuiden een symbool van trouw aan de gewestelijke privileges die in de door Oranje geleide opstand tegen Filips II verdedigd waren.
Belangrijk in de leiding in de Zuidelijke Nederlanden was de rol en het werk van kanunnik Petrus Johannes Simon van Eupen (1744-1804), de rechterhand van de Antwerpse bisschop Nelis. Hij was een invloedrijke ultramontaanse geestelijke, die al jaren strijd voerde tegen de hervormingen van Jozef II. Van Eupen werd adviseur van Hendrik van der Noot, leidend lid van het Comité van Breda, met een actieve rol in de totstandkoming van de Verenigde Nederlandse Staten. Bovendien werd Van Eupen staatssecretaris, met als enige minister Van der Noot, leider van het bestuur van de onmiskenbaar katholieke republiek, met de Staten-Generaal als opperste beslissingsniveau.
In feite ging het om een behoudsgezinde machtsgreep, waarmee de Kerk en de medestanders van Van der Noot de oude structuren probeerden veilig te stellen. Zij verzetten zich tegen elk voorstel om te sleutelen aan het staten- en standenregime, in de overtuiging dat dan alles kon gaan schuiven en er Frans-revolutionaire toestanden zouden kunnen ontstaan. Dat kon de positie van de Kerk in gevaar brengen.
Een voorstel van de Henegouwse staten om nieuwe instellingen voor te bereiden die "de Natie" zouden kunnen vertegenwoordigen, voedden de ongerustheid en de agressie jegens de vernieuwers. Op 30 januari stelde de conservatieve meerderheid in de Brabantse staten de in de Republiek verblijvende Pruisische generaal Schönfeld aan als opperbevelhebber van het leger, waarmee generaal Van der Mersch opzijgeschoven werd. Een dag later vaardigde kardinaal Franckenberg een vastenbrief uit waarin hij de aanhangers van nieuwe ideeën, zoals de scheiding van kerk en staat, uitdrukkelijk veroordeelde.
Dit bracht hen steeds verder in conflict met Vonck en andere democraten, die de stedelijke middengroepen en zelfs de plattelandsbevolking een stem in het landsbestuur wilden geven. De vonckisten kregen niet enkel de adel, de geestelijkheid en de boeren tegenover zich, maar ook de Brusselse gilden. Op massabijeenkomsten liepen gewapende gildeleden en boeren te hoop tegen de Verlichting, de tolerantie en de vonckisten. De pers wakkerde de afkeer van de als anti-religieus bestempelde filosofie van deze eeuw verder aan.
Op 9 maart 1790 weigerden de vrijwilligerskorpsen die trouw waren gebleven aan de progressieve strekking om de eed van trouw af te leggen aan de Staten van Brabant. Een week later leidde dit tot aanslagen en plunderingen door het opgehitste volk in Brussel, na een campagne tegen de vonckisten, waarbij systematisch huizen van progressieven werden geplunderd en vernield. Het bracht onder meer generaal Van der Mersch in de Antwerpse gevangenis en joeg anderen op de vlucht naar het revolutionaire en liberale Frankrijk. De conservatieve machtsgreep was geslaagd, maar er bleven verzetshaarden in Gent, Doornik, Mons en het hertogdom Limburg.

### Ingebouwde verdeeldheid in de eenheid
De vonckisten begonnen hier een verwoede strijd tegen. Daarbij konden zij op het leger rekenen, want Vander Mersch behoorde tot hun partij. Hun ideaal was een grondwettelijke parlementaire regering, vrijzinnig van vorm en gematigd van geest. Aanhangers van de monarchie en het Oostenrijks stelsel, evenals zij die de verlichte ideeën aanhingen tegen het dogmatisme van de Kerk, voelden zich tot deze patriotten aangetrokken. Men vond ze vooral in Limburg, ook in Henegouwen, waar te Celles-Molembaix zelfs oproer uitbrak, omdat de inwoners weigerden hun de eed af te leggen, en ook in Vlaanderen scheen het grootste deel van de burgerij de democratische denkbeelden genegen. In Brabant en vooral te Brussel waren de hernieuwingsgezinden wel in de minderheid, maar vertegenwoordigden er de intellectuelen en gefortuneerden. Tal van advocaten en beoefenaars van vrije beroepen deelden hun mening. En kostbaarder nog was de steun die zij van industriëlen, ondernemers, kapitalisten, ontvingen die ongeduldig het einde wilden van de ambachtsprivileges en van het overwicht van de grootgrondbezitters, die in de Staten meester waren.
De Brusselse ambachtslieden aanzagen van hun kant deze 'koopmansclub' als een nest van samenzweerders tegen het volk en tegen het geloof. Blauw, dat de vonckisten en vijanden van de Staten als herenigingskleur namen, werd nu als oproerig beschouwd en mocht niet meer onder de kokardekleuren gedragen worden. De aartsbisschop behandelde hen als ‘vijanden van godsdienst en staat’. Veel priesters beweerden, dat de patriotten het jansenisme wilden doen herleven. Brosius' Journal philosophique et chrétien, waarin Feller en zijn trawanten hevig tegen de filosofie der verlichtingsideeën en de staatkundige hervormingen uitvoeren, werd door de Staten-Generaal officieel goedgekeurd.

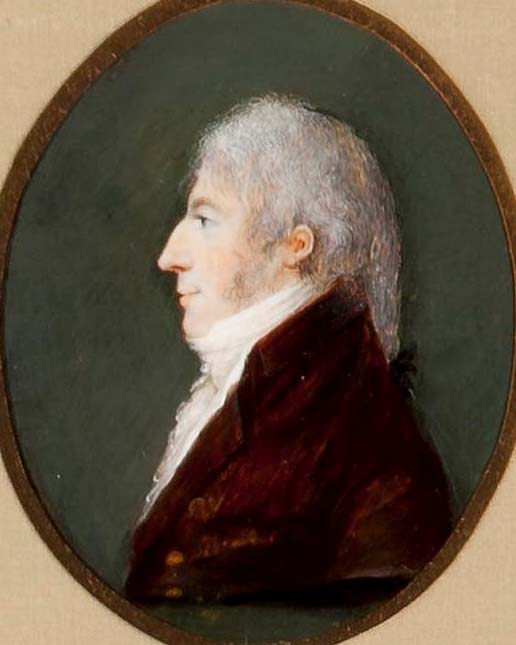
Charles-Joseph, 4e hertog d'Ursel

De Zuid-Nederlandse republiek startte aldus te midden van ontketende hartstochten. Maar voor de goede gang van zaken was een algemeen erkende regering noodzakelijk. Daarom poogde men personen met gematigde patriottische ideeën als adviseur aan te trekken, zoals Cornet de Grez, een gekend aanhanger van de bijeenroeping van een nationale vergadering, om ‘met zijn kennis’ behulpzaam te zijn, vooral in het beheer van de financiën. En op 25 januari kreeg Charles-Joseph d'Ursel, de hertog van Ursel, het voorzitterschap van het algemeen departement van Oorlog. Evenmin als Cornet de Grez, keurde die voorname edelman de "reactionair" en "particularistisch" genoemde politiek der Staten goed. Zijn denkbeelden kwamen overeen met die van een kleine elite van de Franse hoge adel die van een grondwettelijke vrijzinnige regering droomde. Zijn schoonbroers, de hertog van Arenberg en de befaamde vriend van Mirabeau, de graaf van La Marck, die van Parijs naar Brussel gesneld was, deelden zijn mening en verhulden zomin als hij hun genegenheid voor de vonckisten. Met als doel een onafhankelijke natie te vestigen zouden zij, door de glans van hun naam en door hun maatschappelijke invloed boven de partijtwisten verheven, op nationale verzoening uit zijn geweest. Hun houding verontwaardigde de zeldzame nog overgebleven getrouwen van Oostenrijk, die het huis Arenberg er zelfs van beschuldigden naar de opperste macht, misschien wel naar de koningskroon te mikken.

### Europa argwanend
De buitenlandse hoven waren vooral verontrust over de toenadering tot Frankrijk en vreesden een door een nationale grondwet één geworden België. Om economische en om politieke redenen gaven zij de voorkeur aan de voortzetting van het behoudsgezinde provincialisme, dat de krachten van het land versnipperde en verlamde. De Noord-Nederlandse republiek wordt verweten de gelegenheid te baat te nemen om de Zuidelijke handel en nijverheid te versmachten, en terug te keren tot de tijd van het Barrièretraktaat. Bovendien hadden de Haagse staatsmannen liefst ook de Belgische patriotten in hun vrijheid beknot, om de Hollandse patriotten, die hun mislukking van 1787 niet konden verkroppen, alle lust te ontnemen om te herbeginnen. Maar zij moesten zich thans voegen naar de Europese politiek.
Engeland bleef wat afzijdig, maar naarmate de Pruisische vijandschap tegen Oostenrijk verscherpte zag von Hertzberg voor de verwezenlijking van zijn plannen meer voordeel in de opstand van de Nederlanden.
De Pruisische troepen waren op 30 november 1789 het zelfstandige prinsbisdom Luik binnengetrokken onder voorwendsel van bemiddeling, in werkelijkheid om de tussenkomst van de keizer daar onmogelijk te maken. Op 8 februari liet Van der Noot de Staten-Generaal aan de Pruisische generaal Schönfeld opdracht geven de regimenten te schouwen. Het departement van Oorlog had alleen nog als taak de lagere officieren aan te stellen.

## Terug onder Oostenrijk
De innerlijke politieke verdeeldheid en het feit dat de benoemde regering geheel niet met de steun van de 'progressieven' was bijeengeroepen waren ondermijnende factoren voor de autoriteit van het nieuwe stelsel. Oostenrijk wachtte op de eerste gelegenheid om opnieuw het Habsburgse erfgoed in te kunnen nemen. Maar Europa had intussen besloten dat een Belgische bufferstaat absoluut noodzakelijk was. De vrijheden waarin Oostenrijk van Europa moest toestemmen om de autonomie ervan te garanderen maakten dan ook dat de Verenigde Nederlandse Staten uiteindelijk enkel in naam verdwenen.

### Oostenrijk herziet zijn houding
Op 20 februari 1790 overleed Jozef II. Zijn broer Leopold, groothertog van Toscane, had zijn dood niet afgewacht om zijn houding tegenover de Zuid-Nederlanders te bepalen. Even vurig aanhanger van het verlicht despotisme als Jozef zelf geweest was, bezat hij daarentegen in de hoogste mate het politiek doorzicht, de kunst om met mensen om te gaan en de buigzaamheid, die de keizer zo volkomen vreemd waren geweest. Nauwelijks was deze dan ook overleden of Leopold legde Albrecht en Maria Christina, die te Bonn een onderkomen gezocht hadden, een ontwerp van manifest voor dat in alle punten aan de vroegere eisen van de Belgische onderhandelaars tegemoetkwam. Hij ging daarin zelfs zover dat de landvoogden het pas op 2 maart met wat kleine wijzigingen aan de Staten-Generaal zonden. Maar die legden het naast zich neer, ook al waren er tekenen van de wil tot verzoening met het Oostenrijks stelsel.
Het land zou het ongetwijfeld dadelijk hebben aangenomen. De Staten van Gelderland vroegen reeds om zich met Leopold, die nu bereid bleek de vlag te strijken, in verbinding te stellen. Jean-François Gendebien, vertegenwoordiger van de Henegouwse Derde Stand, achtte de voorstellen zo voordelig als de vrede van Atrecht in 1579. En de ‘constitutionalisten’ van de groep Cornet de Grez, de patriotse vonckisten, vroegen dat onverwijld onderhandeld werd, omdat het manifest in hoofdtrekken het programma van een wezenlijk parlementair stelsel schetste. Zij achtten dat met de hulp van de openbare mening het niet moeilijk zou zijn de vorst ertoe te nopen een stap verder te gaan en de Staten-Generaal en het Congres te vervangen door een vertegenwoordigend lichaam dat door de natie werd verkozen en in zijn naam de wetgevende macht zou uitoefenen.
Dat was echter voldoende om Van der Noot, Van Eupen en hun aanhangers te doen beslissen, het hun gedane aanbod af te slaan. En die houding deed de verbittering bij de patriotten dan weer ten top stijgen. De hertog van Ursel had het bevelhebberschap over 'hun' leger aanvaard. De hertog van Arenberg en de graaf van La Marck waren er ‘dekenen’ van. Op 9 maart weigerden zij met hun compagnieën de Staten de eed van trouw te zweren. Geestelijken, die de patriotten van christenvervolging betichtten en van slaafse navolging van het despotisme, moedigden de bevolking aan om tegen hen in verzet te komen. Hun huizen werden gemerkt voor plundering. Omdat zij niet in straatgevechten wilden betrokken geraken, vergenoegden ze zich met een petitie waarin van de Staten werd geëist, dat de natie omtrent de vorm van de te vestigen regering zou worden geraadpleegd.

### Dreigende burgeroorlog
Maar het hek was van de dam. Op 16 maart sleepten vaartkapoenen (havendokwerkers) amok makend het keizerlijk adres achter zich aan, arresteerden patriotten en mishandelden en beledigden hen, onder toejuiching vanwege de leden van de Staten, die vanuit de vensters van het Stadhuis de geweldenaars aanmoedigden. Op 19 maart herstelde de regering de orde in Brussel, maar door samenscholingen te verbieden stelde ze tegelijk het Vaderlandslievend Gezelschap buiten gevecht.
Intussen was echter het leger aan het muiten geslagen en de burgeroorlog was nabij. Want samen met Vonck had Van der Mersch zich naar Namen begeven om de oppositie onder bescherming van dit muitend leger te stellen. En de Pruis Schönfeld, die bij de Republiek had dienstgenomen en aan het hoofd van een nieuwe lichting rekruten zopas de capitulatie van het Oostenrijks garnizoen van Antwerpen had bereikt, kreeg nu van de Staten opdracht tegen Van der Mersch te marcheren. Op 6 april trok Vonck op de steenweg naar Brussel Schönfeld tegemoet om met hem te redetwisten en zijn houding te rechtvaardigen, maar er uiteindelijk in toe te stemmen, mits belofte van amnestie voor zijn troepen, vóór de Staten te verschijnen voor uitleg. Hij kreeg tijdelijk arrest in de citadel van Antwerpen. Daarna nam hij de wijk naar Frankrijk, zoals alle kopstukken en overtuigde aanhangers die het land verlieten.
De stellingen vervaagden mettertijd en de namen vandernootisten en vonckisten verdwenen langzamerhand, om te worden vervangen door nieuwe, die enkel nog de tegenover elkaar staande grondbeginselen evoceerden: aristocraten en democraten. Deze revolutie, die aanvankelijk met de Franse Revolutie overeenkwam, draaide eerder uit op een voortzetting van het oude stelsel, met uitzondering dan van de monarchie. Afgesloten van de inbreng van de 'progressieven' die ze enkel te vriend wilde houden, was de regering echter zielloos en zonder animo. De schatkist was leeg en moest dringend met nieuwe belastingen gevuld worden, maar dat durfde deze regering niet aan. Er werd enkel wat emotioneel beroep op vaderlandsliefde gedaan voor schenkingen, die achteraf dan ook totaal ontoereikend bleken. Het leger bleef intussen een allegaartje van ongedrilde vrijwilligers, waarmee Schönfeld onmogelijk de laatste vesting van de Oostenrijkers te Luxemburg kon ontzetten.
Intussen verzaakten de democraten geenszins aan de strijd. Zij hadden te Rijsel hun centrum ingericht waar een bedrijvigheid aan de dag werd gelegd. De stroom aan pamfletten, spotprenten, liedjes, die voortdurend uit de geheime drukpersen van Rijsel en Brussel kwam, hoefde qua hoeveelheid voor de polemische geschriften van Parijs niet onder te doen. La Fayette, die hun reeds in februari zendboden stuurde, stelde belang in hun zaak en moedigde hen aan. Naast de activiteiten van het Comiteit van Rijsel waren er nog andere ontevredenen met het nieuwe bewind. Met name op het platteland betreurde men dat bepaalde hervormingen van Jozef II waren gefnuikt. Eind mei brak er in Zuid-Vlaanderen opstand uit onder de boeren en textielarbeiders. Door bijtijdse maatregelen werd de beweging op minder dan een week neergeslagen. Er volgde repressie.
Pruisen en Oostenrijk waren inmiddels toenadering tot elkaar aan het zoeken. Onderhandelingen tussen de aristocraten en de democraten die daarop noodzakelijk werden bevonden, liepen te Dowaai op niets uit. De Oostenrijkse onderhandelingen met Pruisen daarentegen mondden op 27 juli uit op het verdrag van Reichenbach. Frederik Willem II van Pruisen had de Zuidelijke Nederlanden nu als drukmiddel niet meer nodig, en liet hen vallen. Vanuit Wenen kwam daarop bevel de regimenten naar Luxemburg te richten.

## Herovering
De nieuwe staat kreeg weinig internationale steun. Pruisen, dat sinds de opstand van de Patriotten steeds meer in de politiek van de Lage Landen was betrokken, betuigde niet slechts steun aan de nieuwe republiek, maar zond ook troepen ter ondersteuning, na samenspraak met het orangistische bewind in het Noorden.
Omdat de Staten-Generaal geen toereikende medewerking en financiële bijdragen van de Provinciale Staten kregen, waren er grote financiële moeilijkheden, en de interne spanningen tussen behoudende statisten en democratische vonckisten hadden bijna tot een burgeroorlog geleid.
Keizer Jozef II overleed op 20 februari 1790, net geen 49 jaar oud, geveld door tuberculose. Hij werd opgevolgd door zijn zes jaar jongere broer keizer Leopold II, die als groothertog van Toscane met succes dezelfde hervormingen had doorgevoerd waartegen de Zuidelijke Nederlanden in opstand waren gekomen. Hij beloofde in een verzoenend manifest de maatregelen tegen de Kerk in te zullen trekken en de traditionele wetten na te leven. De Staten-Generaal verwierp de geste van de nieuwe keizer omdat ze geen terugkeer van het Oostenrijkse gezag wenste.
Met de Conventie van Reichenbach van 27 juli 1790 kwam er een eind aan de openlijke rivaliteit met Oostenrijk en daarmee verviel de Pruisische steun aan de jonge republiek. Op 10 september 1790 tekenden vertegenwoordigers van de keizer, Pruisen, Groot-Brittannië en de Verenigde Provinciën een conventie in Den Haag die de voorwaarden voor het herstel van het keizerlijk gezag vastlegde, op voorwaarde dat vrijwel alle hervormingen op kerkelijk, bestuurlijk en gerechtelijk gebied zouden worden ingetrokken.
Op 24 november werd Namen door Oostenrijkse troepen bezet, en de Staten van Namen zagen zich verplicht diens gezag weer te erkennen. Twee dagen later onderwierp de Statenvergadering van West-Vlaanderen zich. De rest van het land werd zonder veel geweld heroverd en leider Van der Noot en zijn raadsman Van Eupen vluchtten naar de Verenigde Provinciën. De nieuwe keizer paste de hervormingen milder toe dan zijn voorganger, maar echt rustig werd het nooit meer.

### Het keizerrijk slaat terug

Oostenrijkse troepen (links) beschieten patriotten bij Falmagne.

Op 23 augustus werd te Brussel een ‘versterkt Congres’ geopend, dat naar oude gewoonte met gesloten deuren zetelde en de toestand beschouwde. De Oostenrijkers hadden reeds in Limburg een overwinning behaald en op 13 augustus de patriotten uit Herve verdreven, toen het Congres een vrijwilligersleger onder de wapens riep. Omstreeks half september stonden ongeveer 15.000 man rond wat van het patriottisch leger restte geschaard. Hun veldtocht, op 22 september aangevangen onder Schönfeld, liep op een mislukking uit in de slag bij Falmagne. Om de regimenten te weerstaan die van de Donau naar Brussel marcheerden, bleef er nog tussen Hoei en Dinant een linie van enige duizenden manschappen over. De nederlaag was des te rampzaliger, daar zij het Congres tegenover de mogendheden in een vernederde positie bracht. Men had niet willen ingaan op een voorstel tot wapenstilstand van de vergaderde ministers in Den Haag.
Nu was het Leopold, intussen keizer geworden op 30 september 1790, die de voorwaarden stelde die weer tot de Oostenrijkse restauratie leidden. Van het vurig liberalisme dat zijn manifest van maart kenmerkte was thans geen woord terug te vinden in de ‘verklaring’ die hij op 14 oktober afkondigde en waarin hij zich als een grootmoedig vorst tot zijn oproerige onderdanen richtte, maar met een ultimatum om voor 21 november de wapens neer te leggen in ruil voor amnestie. De 'progressieven' waren uitzinnig van woede en de verklaring werd publiek verbrand op de Grote Markt onder toezicht van de politie. Toen het ultimatum verstreek en de voorhoede van de Oostenrijkse troepen Luxemburg al had bereikt, riep het Congres op 21 november 's avonds, bij het walmend lamplicht, te midden van het woest getier dat zich onder zijn vensters verhief, de derde zoon van de keizer, aartshertog Karel, tot erfelijk groothertog uit. Dit was het einde van de ‘werkzaamheden’ van het Congres. Op 24 november traden de Oostenrijkse troepen zonder slag of stoot Namen binnen en de Staten van Namen zagen zich genoodzaakt het oude gezag weer te erkennen. Twee dagen later onderwierp de Statenvergadering van West-Vlaanderen zich. De rest van het land werd zonder veel geweld heroverd. Brussel werd op 2 december bezet, Mechelen de 4e, Antwerpen de 6e, Gent de 7e. Bergen was al bezet sedert 30 november.
Na de laatste zitting van het Congres op 27 november haastten de meest gecompromitteerde statisten zich met leider Van der Noot en zijn raadsman Van Eupen naar Staats-Brabant te vluchten en bleven de vonckisten onthutst achter. Köhler had de laatste overblijfselen van het patriottisch leger naar Vlaanderen gebracht. De manschappen werden te Aalst afgedankt. Leopold II ondervond op die manier geen oppositie vanwege het gros van de bevolking, die eieren voor haar geld koos. Op 2 december 1790 konden de keizerlijke troepen opnieuw Brussel innemen. Daarmee begon de Eerste Oostenrijkse Restauratie. De nieuwe keizer paste de hervormingen milder toe dan zijn voorganger, maar echt rustig werd het nooit meer.

### Einde van een autonomie in naam
Met de Conventie van Reichenbach van 27 juli 1790 was de Pruisische steun aan de jonge republiek vervallen. Op 10 september dat jaar tekenden vertegenwoordigers van de keizer, Pruisen, Groot-Brittannië en de Verenigde Provinciën een conventie in Den Haag die de voorwaarden voor het herstel van het keizerlijk gezag vastlegde, op voorwaarde dat vrijwel alle hervormingen op kerkelijk, bestuurlijk en gerechtelijk gebied zouden worden ingetrokken.
De keizer had zich dus tegenover de mogendheden verbonden de grondwetten te zullen eerbiedigen. Hij vervulde zijn verplichting op 10 december en deed zelfs meer dan hij beloofd had. Niet alleen waarborgde hij een regering zoals die onder Maria Theresia geweest was, alsmede het behoud van de nationale instellingen, maar bovendien beloofde hij de loting nooit in België te zullen invoeren, de Staten en de rechtbanken te zullen raadplegen omtrent alle wetten van algemeen belang en in het bijzonder die wetten die wijziging van de douanetarieven zouden bevatten, de gevolmachtigde minister en de opperbevelhebber van de troepen onder het gezag en de afhankelijkheid van de landvoogden te zullen plaatsen en, ten slotte, ‘de twijfelachtige, moeilijk op te lossen gevallen’ die zich bij de uitvoering van de grondwettelijke bepalingen mochten voordoen, te zullen overlaten aan de beslissing van door hem en door de Staten aangewezen scheidsrechters.
Op 15 juni 1791 keerden de landvoogden terug. Maar zij troffen een volk aan dat in weerwil van het particularisme, van de strijdigheid van belangen en van het verschil van talen, sedert zo vele eeuwen te midden van zoveel wisselvalligheden en stelsels, - onder de middeleeuwse vorsten, onder de hertogen van Bourgondië, onder Karel V, onder Filips II en onder Jozef II - zijn vorsten steeds het recht betwistte om ze over zich te laten beschikken en hen als onderdaan te behandelen. En dus werden de ontwikkelingen in Frankrijk met grote belangstelling gevolgd. ‘Al onze wederspannelingen’, schrijft Maria Christina op 3 augustus, ‘vleien zich met de mogelijkheid van een nieuwe omwenteling’. ‘En iedereen is onwillig’, voegt zij eraan toe, nu de Staten en de democraten gemene zaak maken tegen de nieuwe regering. De politie waagde het niet om op te treden tegen de geheime boden die uit Parijs het volk kwamen opruien. In december verwekte Théroigne de Méricourt toen zij van Wenen kwam te Brussel veel ergernis door haar houding als amazone der revolutie. Zij beroemde er zich op, dat zij met de keizer had gesproken en hem ‘tot haar grondbeginselen en gevoelens bekeerd’. In Frans-Vlaanderen, stichtten thans oud-vonckisten en democraten, verenigd met Luikse patriotten, te Rijsel clubs die partijgangers wierven en onder bescherming van de Wetgevende Vergadering van Parijs bevestigden dat zij 'België' weldra zouden overweldigen om de Oostenrijkers eruit te verjagen.

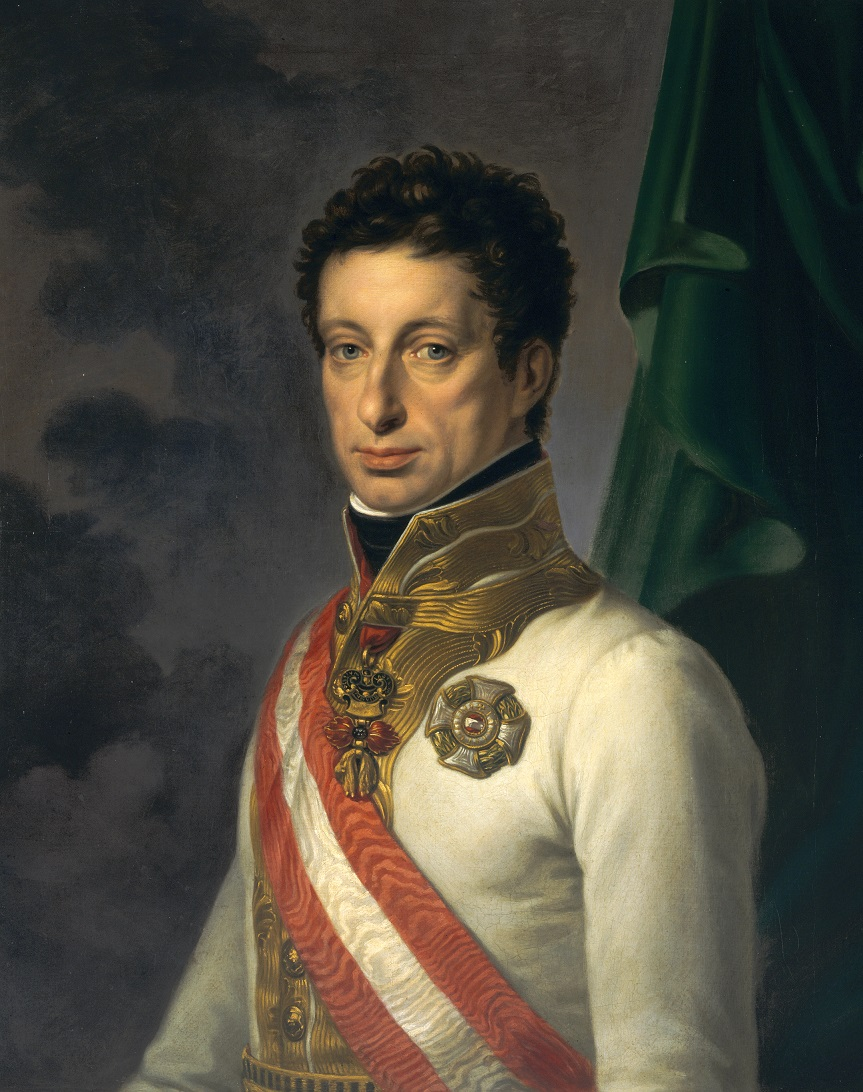
Aartshertog Karel, nieuwe landvoogd van de Zuidelijke Nederlanden

Op 1 maart 1792 stierf keizer Leopold en zijn opvolger keizer Frans II werd voor de keuze gesteld: om geen nieuwe omwenteling uit te lokken ofwel de Nederlanders (in het Frans van toen les belgiques) hun zin geven, of anders ze hardhandig onderdrukken. Maar omdat Oostenrijk op 20 april 1792 de oorlog werd verklaard door Frankrijk, was er geen tijd meer om te kiezen. Eind november vluchtten de Oostenrijkse landvoogden van Brussel voor het zegevierende leger van Dumouriez, nadat Maria Christina nog algeheel herstel van de Blijde Intrede had beloofd, een belofte om de statisten met Oostenrijk te verzoenen. De Staten riepen die belofte in om terug bezit te nemen van de ‘soevereiniteit’ waarop zij aanspraak maakten en onder het nominaal gezag van de keizer het werkelijk gezag weer in handen te krijgen, waarvan zij zich gedurende de Brabantse Omwenteling hadden meester gemaakt. Maar de keizer beschouwde het land slechts als operatiebasis in de oorlog tegen Frankrijk. Hij had zopas te Wenen een kanselarij voor de Nederlanden ingesteld en de leiding daarvan opgedragen aan Trauttmansdorff, wat duidelijk betekende dat dit een werktuig van centralisatie en absolutisme zou zijn. Dus keerde het algemeen wantrouwen weer.
In plaats van de inmiddels gehate Maria Christina naar Brussel terug te zenden, benoemde de keizer echter diezelfde aartshertog Karel tot landvoogd, aan wie de Staten tijdens het zieltogen van de Brabantse Omwenteling de soevereiniteit over België hadden aangeboden. Hem werd, als gevolmachtigd minister, graaf von Metternich-Winneburg toegevoegd, die het algemeen vertrouwen genoot. Hun intrede te Brussel op 26 maart 1794 was een zegetocht.
Keizer Frans I kwam op 9 april 1794 zelf te Brussel om het begin van de nieuwe veldtocht tegen Frankrijk bij te wonen. Hij liet er zich op 23 april in open lucht op het Koningsplein inhuldigen als hertog van Brabant en Limburg.

## Annexatie door Frankrijk
Uit onvrede met deze toestand stelden de statisten hun hoop op het revolutionaire Frankrijk. Die hoop vertroebelde toen duidelijk werd, dat een Franse militaire overwinning de annexatie van het grondgebied zou inluiden.
In november 1792 waren 40.000 man Franse troepen, waaronder 2500 vluchtelingen uit de Oostenrijkse Nederlanden en het prinsbisdom Luik met de Slag bij Jemappes al een eerste maal binnengevallen en na vier maanden weer verdreven in de Tweede Slag bij Neerwinden. Van januari 1793 tot juni 1794 stonden de Zuidelijke Nederlanden opnieuw onder het Oostenrijks gezag en werkten alle bestuursorganen als voorheen, zowel in de centrale, de provinciale als de plaatselijke geledingen.
Maar op 26 juni 1794 dwong graaf Jean-Baptiste Jourdan, een Frans maarschalk, met de Slag bij Fleurus tijdens de Eerste Coalitieoorlog de Oostenrijkers om de Nederlanden voorgoed te verlaten. Dit markeert het begin van de Franse tijd in België. Terwijl overal de patriotten erg actief waren, veroverden Franse revolutionaire troepen daarop eveneens de Bataafse Republiek.
Op 1 oktober 1795 stemde de Franse Nationale Conventie alvast in met de aanhechting van de Zuidelijke Nederlanden en het prinsbisdom Luik. Dit laatste was door de revolutie tegen de prins-bisschop eveneens klaar voor assimilatie met de Franse Republiek. Ook staatkundig werd het grondgebied van Luik van toen af aan samengevoegd met de andere provinces belgiques.

## Betekenis
De Zuid-Nederlandse republiek ontstond op een beslissend moment in de geschiedenis van Europa en van de Lage Landen en had verstrekkende implicaties. Zij toonde aan dat de politieke, religieuze en culturele kloof tussen noord en zuid in de 18e en op de drempel van de 19e eeuw nauwelijks breder had kunnen zijn.
Het staatkundige conservatisme en de katholieke vroomheid in de nieuwe republiek verbaasden Europa. De opstandelingen hadden de onwrikbare overtuiging anders te zijn dan, en zelfs tegenpolen te zijn van zowel de revolutionaire beweging in Frankrijk als de patriotten in de noordelijke Nederlanden. Zij wezen de Verlichting en het verlichte absolutisme af, al moet eraan toegevoegd worden dat de vonckisten wat meer steun kregen in Vlaanderen en de Franstalige provincies dan in Brabant.
De Verenigde Nederlandse Staten worden in de Belgische geschiedschrijving vaak beschouwd als voorbode van de Belgische Revolutie in 1830. Enerzijds is dit correct: in beide gevallen was er sprake van een streven naar onafhankelijkheid, tegen een vreemde heerser in het gebied dat later België zal heten. De Brabantse opstandelingen van 1789 waren de eerste politieke ideologen die de gezamenlijke bevolking van het Nederlands- en Franstalige Zuiden 'de Belgen' - 'les belges'- noemden.
Anderzijds is deze kijk op de geschiedenis te eng, omdat het in 1790 ging om een - overwegend - behoudsgezinde opstand tegen het centraliserende beleid van een verlicht despoot als Jozef II, en ook omdat er toenaderingen waren tussen de Noordelijke en Zuidelijke Nederlanden. De revolutie van 1830 had juist de Belgische afscheiding van het noorden op het oog: de Belgische Revolutie was een liberale revolutie waar ook conservatieve katholieke krachten aan meewerkten (Unionisme), tegen de protestantse Willem I, die steeds meer regeerde als een absoluut monarch.
Tot slot was er in 1790 geen sprake van een Belgisch volk dat de soevereiniteit opeiste, maar wel van de traditionele elite binnen de Vlaamse, Brabantse, Naamse, Henegouwse, etc. Staten, die zich niet meer gebonden achtte aan de Habsburgse keizer. Het confederale karakter van de Zuidelijke Nederlanden onder Jozef II en erna in de Verenigde Nederlandse Staten mag niet onderschat worden. Het unitaire Verenigd Koninkrijk der Nederlanden en later het unitaire België zijn duidelijk een ontwikkeling die door de Franse Revolutie waren veroorzaakt.
Toch zou de latere koning Willem I erkennen, dat het onder invloed van de vraag van Hendrik van der Noot tot hereniging was, dat bij hem het idee van een Verenigd Koninkrijk der Nederlanden ontstond.